# Gare de Montsoult - Maffliers
Gare de Montsoult - Maffliers vasútállomás Franciaországban, Montsoult településen.

## Vasútvonalak
Az állomást az alábbi vasútvonalak érintik:
- Épinay-Villetaneuse–Le Tréport-Mers-vasútvonal
- Montsoult - Maffliers–Luzarches-vasútvonal

## Kapcsolódó állomások
A vasútállomáshoz az alábbi állomások vannak a legközelebb:
- Gare de Presles - Courcelles (Gare de Persan - Beaumont, Transilien H, Épinay-Villetaneuse–Le Tréport-Mers-vasútvonal)
- Gare de Bouffémont - Moisselles (Paris Gare du Nord, Transilien H, Épinay-Villetaneuse–Le Tréport-Mers-vasútvonal)
- Gare de Villaines (Gare de Luzarches, Montsoult - Maffliers–Luzarches-vasútvonal, Transilien H)